# Yunus Musah
Yunus Musah (New York, 29 november 2002) is een in de Verenigde Staten geboren Engels voetballer met Ghanese roots die sinds 2019 onder contract ligt bij Valencia CF. Musah is een middenvelder.

## Clubcarrière
Musah werd geboren in New York, maar verhuisde met zijn gezin al snel naar Castelfranco Veneto in Italië. Musah sloot er zich aan bij de jeugdopleiding van ASD Giorgione Calcio 2000. In 2012 maakte hij de overstap naar de jeugdopleiding van Arsenal FC, waar Valencia CF hem zeven jaar later kwam wegplukken.
In het seizoen 2019/20 debuteerde Musah bij Valencia CF Mestalla, het tweede elftal van Valencia in de Segunda División B. Op 13 september 2020 maakte hij zijn officiële debuut in het eerste elftal van de club tijdens de competitiewedstrijd tegen Levante UD.

## Clubstatistieken
| Seizoen     | Club          | Competitie         | Competitie | Competitie | Competitie | Beker | Beker | Beker | Internationaal | Internationaal | Internationaal | Totaal | Totaal | Totaal |
| Seizoen     | Club          | Competitie         | Wed.       | Dlp.       | Ass.       | Wed.  | Dlp.  | Ass.  | Wed.           | Dlp.           | Ass.           | Wed.   | Dlp.   | Ass.   |
| ----------- | ------------- | ------------------ | ---------- | ---------- | ---------- | ----- | ----- | ----- | -------------- | -------------- | -------------- | ------ | ------ | ------ |
| 2019/20     | Valencia CF B | Segunda División B | 17         | 1          | 0          | —     | —     | —     | —              | —              | —              | 17     | 1      | 0      |
| Club Totaal | Club Totaal   | Club Totaal        | 17         | 1          | 0          | 0     | 0     | 0     | 0              | 0              | 0              | 17     | 1      | 0      |
| 2020/21     | Valencia CF   | Primera División   | 31         | 1          | 0          | 3     | 1     | 0     | —              | —              | —              | 34     | 2      | 0      |
| 2021/22     | Valencia CF   | Primera División   | 29         | 1          | 0          | 7     | 2     | 1     | —              | —              | —              | 36     | 3      | 1      |
| 2022/23     | Valencia CF   | Primera División   | 18         | 0          | 2          | 4     | 0     | 0     | —              | —              | —              | 22     | 0      | 2      |
| Club Totaal | Club Totaal   | Club Totaal        | 78         | 2          | 2          | 14    | 3     | 1     | 0              | 0              | 0              | 92     | 5      | 3      |
| TOTAAL      | TOTAAL        | TOTAAL             | 95         | 3          | 2          | 14    | 3     | 1     | 0              | 0              | 0              | 109    | 6      | 3      |

Bijgewerkt op 1 november 2020.